# Halo: Combat Evolved

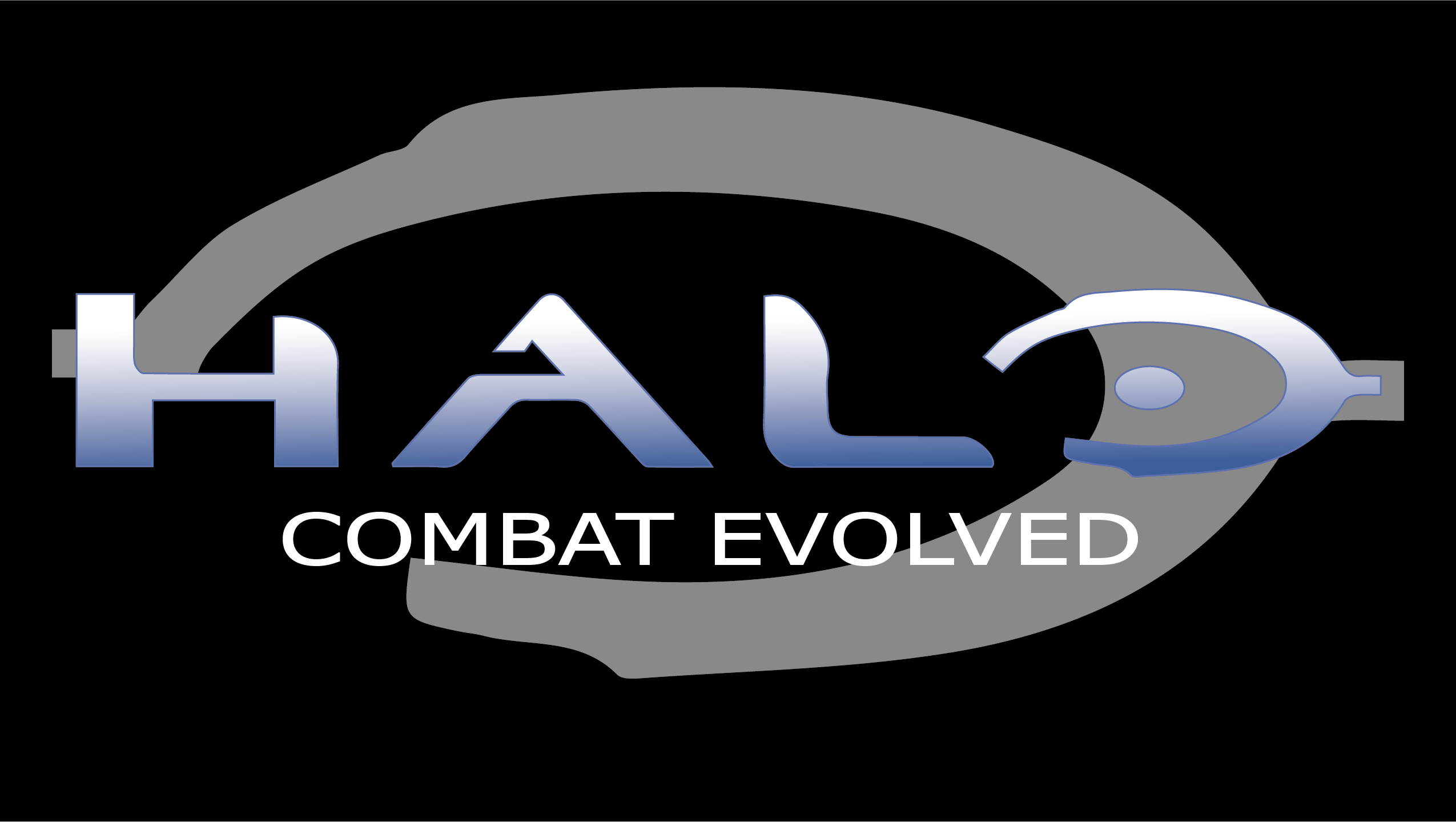
Logotip del videojoc desenvolupat per Microsoft Studios.

Halo és una popular sèrie de videojocs desenvolupada per Bungie Studios i distribuïda per Microsoft.
El realitzador d'aquest joc, Bungie Software, anteriorment havia realitzat jocs per a Macintosh, com el joc GNOP, basat en el clàssic videojoc de Pong. Ara treballa per realitzar el joc de Halo 3, que no ha rebut cap nom definit. Existeixen dos videojocs per a l'Xbox de Microsoft i una ampliació pel segon d'aquests. El llançament de Halo 3 ja ha sigut confirmat pel 2007.

## Història
Els fets es realitzen l'any 2552. La humanitat encara existeix i degut al sobrepoblament s'ha vist obligada a abandonar la Terra a la recerca de noves llars o colònies. La croada comença quan un col·lectiu alienígena conegut com El Pacte (The Covenant) es topa amb una patrulla humana que estava explorant una colònia que va perdre contacte amb la Terra i sense cap mena de dubte El Pacte la destrueix. Aquell és el primer enfrontament dels humans contra El Pacte que va definir el destí de la humanitat; l'extermini de la raça humana. Després, el Pillar of autumn, l'única nau espacial humana que ha sobreviscut a la destrucció del planeta Reach, de la colònia humana, fuig cegament a un artefacte forerunner, anomenat instal·lació 04 "Halo".
La història es desenvolupa al voltant quatre factors principals que són els forerunners o avantpassats, el Covenant, els humans, i els Flood. Els Forerunners són una raça que va viure fa milions d'anys, però que va desaparèixer completament per la infecció dels Flood. Van construir obres magnífiques d'enginyeria per tota la galàxia, automantingudes eternament per sistemes d'IA. Una d'aquestes construccions són els Halos, una seria d'anells estratègicament distribuïts pels diferents sectors de l'univers. La instal·lació 04 (el Halo on succeeix l'acció) fa 10.000 km de diàmetre. És un anell enorme, amb oceans, deserts, i té una atmosfera similar a la Terra. L'anell és administrat per l'entitat IA, 343 Guilty Spark, més conegut com "El Monitor".
És en aquest anell precisament on es va desenvolupar el joc. El Pacte, és una aliança de diferents races intel·ligents unides per un culte fanàtic; els Forerunners. Ells creuen que les meravelloses creacions dels Forerunners i tota la seva tecnologia són senyals que van ser deixades per a ser interpretades com un trencaclosques còsmic per a produir el "Gran Viatge", que suposadament els durà al mateix lloc en on ells creuen que es troben els Forerunners. El Pacte creuen que els humans són una raça diabòlica que ha de ser exterminada. Ells pensen que els humans simplement es dediquen a conquerir planetes per esgotar els seus recursos. El Pacte mai ha ofert a la raça humana "l'Absolució de El Pacte ", per mitjà de la qual, s'esperaria que els humans acceptessin el culte, i s'uneixin a El Pacte. El Flood és un virus-paràsit que té la capacitat d'infectar a qualsevol espècie que posseeixi un determinat nivell d'intel·ligència. Una vegada infectat, l'individu es converteix en una espècie de "Zombie" que té l'objectiu de matar per aconseguir cadàvers i així fer més grans les files del Flood. Amb propòsits d'investigació, els Forerunners no van destruir completament el virus, i van guardar mostres del mateix en diferents instal·lacions. La majoria de la tecnologia de El Pacte prové del que han pogut desxifrar d'artefactes Forerunners i si bé és molt superior a la tecnologia humana, els humans aprofiten els seus recursos molt millor, són millors estrategues i economistes. Per això, El Pacte no han pogut exterminar-los amb facilitat.